# Eugénie Le Sommer
Eugénie Anne Claudine Le Sommer (født 18. maj 1989) er en fransk fodboldspiller, der spiller for den franske klub Olympique Lyon i Division 1 Féminine. Le Sommer spiller som en kreativ angribende midtbanespiller, men ofte spiller hun som anden angriber for Frankrigs kvindefodboldlandshold. Hun blev hædret med FIFAs Bronze Ball for hendes 4 mål ved U20-VM i fodbold for kvinder 2008. Le Sommer fik debut i sin første store turnering for Englands landshold ved EM i fodbold 2009. Den 30. juni 2010 annoncerede Le Sommer, at hun ville skifte til den franske klub Olympique Lyonnais, der var forsvarende mestre for fjerde år på rad og forlod derved sin tidligere klub, Stade Briochin, efter tre sæsoner.